# Das Geheimnis des Regenbogensteins
Das Geheimnis des Regenbogensteins (Originaltitel: Shorts) ist ein US-amerikanischer Kinderfilm aus dem Jahr 2009 von Robert Rodriguez. Der Film handelt von einem Jungen, der in den Besitz eines Wünsche erfüllenden Steins gelangt, und damit den Neid seiner Mitmenschen auf sich zieht. Er erschien in den USA am 21. August 2009, in Deutschland am 1. Oktober 2009 sowie am 5. Februar 2010 auf DVD.

## Handlung
Der 11-jährige Toe Thompson und wird eines Tages von einem rätselhaften Stein am Kopf getroffen. Der Stein leuchtet in schönsten Regenbogenfarben und ist offenbar vom Himmel gefallen. Wenig später stellt sich heraus, dass der Stein seinem Besitzer Wünsche erfüllen kann. Mit seinen Wünschen stürzt Toe jedoch die gesamte Umgebung in ein Chaos. Sowohl die Erwachsenen als auch die Kinder aus der Nachbarschaft wollen den Stein selbst besitzen und versuchen ihn mit allen Mitteln an sich zu reißen.

## Kritik
Der Film erhielt insgesamt gemischte Kritiken. Bei Rotten Tomatoes sind 47 % der 103 Kritiken positiv; die durchschnittliche Bewertung beträgt 5,3/10. Im Kritikerkonsens heißt es: „Shorts hat Vorstellungskraft und Energie, aber die meisten Zuschauer, die das Grundschulalter hinter sich haben, werden angesichts des kindgerechten Humors und der Überanspruchung der Sinne sicherlich ermüden.“ (Shorts has imagination and energy, but most viewers beyond elementary school will likely tire of the kiddie humor and sensory overload.) Der Filmdienst bezeichnete den Film als „höchst einfallsreiches, erzählerisch wie inszenatorisch sprühendes, generationsübergreifend unterhaltendes Fantasy-Abenteuer über kindliche Wunschfantasien und ihre Pervertierung durch die Interessen der Erwachsenen“.

## Auszeichnungen
Das junge Ensemble um Jimmy Bennett wurde bei den Young Artist Awards 2010 für seine Leistung im Film ausgezeichnet. Jolie Vanier erhielt darüber hinaus eine Nominierung als beste Hauptdarstellerin in einem Spielfilm.